# Roll It Gal
"Roll It Gal" (também conhecida como "Roll It") é uma canção escrita por Shontelle Layne e Benjamin Sheldon, contendo uma amostra de "Benjamin Big Love". A música foi originalmente gravada pela cantora soca Alison Hinds e foi levada de seu álbum de estreia, "Soca Queen". O single foi lançado por Hinds em 2005, em Barbados e no Reino Unido em 2007. Um vídeo da música foi produzido para a versão da canção de Hinds em 2005. A versão de Hinds de "Roll It Gal" chegou ao topo das paradas em Barbados, Trindade e todo o Caribe/Caraíba.
Em 2007, um cover da canção intitulado "Roll It" foi lançado em vários países europeus. Esta versão foi realizada por J-Status e Rihanna e caracterizado tanto Shontelle, que ajudou a escrever as duas versões da canção.

## Versão original

### Faixas
CD Single do Reino Unido
1. "Roll It Gal" (original/main mix - radio edit) - 3:35
2. "Roll It Gal" (Rishi Rich mix) - 3:29
3. "Roll It Gal" (Machel Montano mix)
4. "Roll It Gal" (Sunland mix)
5. "Roll It Gal" (vídeo)

7" Vinyl do Reino Unido
1. "Roll It Gal" (original/main mix - radio edit)
2. "Roll It Gal" (Rishi Rich mix)
3. "Roll It Gal" (Sunland mix)

Download remix EP
1. "Roll It Gal" (versão do álbum) - 3:58
2. "Roll It Gal" (com Machel Montano) - 5:08
3. "Roll It Gal" (com Doug E Fresh) - 4:50
4. "Roll It Gal" (Disco Ball remix) - 5:10
5. "Roll It Gal" (Reggaeton remix) - 3:50

## Versão de J-Status
"Roll It"  é uma canção de J-Status com a participação de Rihanna e Shontelle, para o álbum de estreia, The Beginning. Foi escrita por Shontelle Layne e Sheldon Benjamin e reescrita por J-Status, Rihanna e Shontelle, teve vídeo musical com pouco visionamento mas mesmo com pouca publicidade, ainda conseguiu entrar em algumas tabelas musicais.

## Faixas e formatos
Todas as letras escritas por J-Status, Rihanna e Shontelle. 
| CD single      |                                                                  |         |  |
| N.º            | Título                                                           | Duração |  |
| 1.             | "Roll It" (com Rihanna e Shontelle, versão de rádio)             | 3:32    |  |
| 2.             | "Roll It" (com Rihanna e Shontelle, versão de álbum)             | 3:58    |  |
| 3.             | "Roll It" (com Rihanna e Shontelle, instrumental)                | 3:23    |  |
| 4.             | "Roll It" (com Rihanna e Shontelle, versão de Reggaeton Gemstar) | 4:10    |  |
| 5.             | "Roll It" (com Rihanna e Shontelle, Remix Sunset Strippers)      | 7:42    |  |
| Duração total: | Duração total:                                                   | 21:65   |  |

## Desempenho nas tabelas musicais

### Posições
| Tabelas musicais                   | Melhor posição |
| ---------------------------------- | -------------- |
| Finlândia - Finland Singles Top 20 | 8              |
| Portugal - Portugal Singles Top 50 | 20             |
| Alemanha - Germany Singles Top 100 | 33             |
| Suíça - Swiss Singles Top 100      | 89             |

## Versão de Shontelle
Em 2007, Shontelle finalmente gravou sua própria versão de "Roll It" e mais tarde apareceu em seu primeiro álbum de estúdio "Shontelligence".
A versão de Shontelle foi emitida através de vários sites de download em 14 de agosto de 2007, mas não foi promovida como um agente único. A versão de Shontelle foi re-intitulada "Roll" para a liberação do download, mas apareceu como "Roll It" em seu álbum de estreia. A versão da canção de Shontelle contém a letra ligeiramente diferente e produção, mais a gravação da Alison Hinds em vez da versão de J-Status.

### Faixas
Digital download
1. "Roll" - 3:30